# Anastrophyllum cavifolium
Anastrophyllum cavifolium là một loài rêu trong họ Anastrophyllaceae. Loài này được H. Buch & S.W. Arnell Lammes mô tả khoa học đầu tiên năm 1977.